# 20 Fingers
20 Fingers é uma equipe de produção norte-americana composta pelos produtores e DJs Carlos "Charlie Babie" Rosario, Manfred "Manny" Mohr, JJ Flores e Onofrio Lollino. Eles ganharam notoriedade em meados dos anos 90 por produzirem uma série de canções pop, eurodance e hip hop, muitas das quais se distinguiam por suas letras humorísticas e obscenas.
Originalmente formados pelos produtores e DJs Carlos "Charlie Babie" Rosario e Manfred "Manny" Mohr, os dois posteriormente receberam ajuda dos amigos Jonathan "JJ" Flores e Onofrio Lollino, que fizeram alguns de seus remixes. O nome da banda vem do fato de os membros da banda simplesmente terem vinte dedos em suas mãos juntos, segundo eles. Em 31 de agosto de 1994, o grupo lançou seu primeiro single "Short Dick Man", com a participação da vocalista e rapper Gillette na Zoo Entertainment/SOS Records para seu álbum de estreia On The Attack and More, que se tornou polêmico. A música foi um sucesso global, especialmente na França, onde foi o hit número um por três semanas. Ele alcançou o top 5 em vários países europeus, como Itália e Alemanha, também alcançou o top ten em outros países, incluindo Áustria, Bélgica, Nova Zelândia e Austrália. Também alcançou o 14º lugar nos Estados Unidos e foi considerado um sucesso do clube lá.
20 Fingers lançou seu primeiro álbum de estúdio On the Attack and More na Polônia e Alemanha. Todas as onze músicas deste álbum foram gravadas com Gillette nos vocais, exceto uma música, o segundo single chamado "Lick It", que contou com os vocais da cantora Roula. O segundo single foi outro sucesso na Europa e em clubes de todo o mundo, que alcançou a posição 48 na mesma parada. Em muitos outros países selecionados, como Brasil, Canadá, Escandinávia, Austrália, Japão, Portugal, Chile, Coreia do Sul e EUA, o álbum foi lançado como o álbum solo de estreia de Gillette com uma capa frontal semelhante, renomeada On the Attack, a mesma lista de onze faixas de músicas com Gillette e excluindo a décima primeira música "Lick It". 
A dupla conseguiu sucesso moderado com seu terceiro e quarto singles "Mr. Personality" e "You're a Dog", respectivamente, ambos com Gillette nos vocais. Na Alemanha e na Polônia, os dois últimos lançamentos de single mencionados ainda foram creditados como "20 Fingers feat. Gillette", enquanto nos outros países como "Gillette". 20 Fingers também produziu Max-A-Million. Em 1995, o grupo lançou seu segundo álbum de estúdio autointitulado, 20 Fingers (ou renomeado simplesmente como L'Album na França), que ao contrário do primeiro álbum teve a peculiaridade de apresentar vocalistas diferentes para quase todas as músicas. Seu quinto single "Sex Machine", com a cantora Katrina (Roxanne Dawn) e também Camille Alvey, foi lançado em 1995, e foi outro hit do clube, embora não tenha sido tão rentável quanto seus antecessores.
Em 2000, Babie continuou a remixar canções de Destiny's Child, dos membros das artistas Beyoncé e Kelly Rowland, e de Anastacia sob os nomes "CB2000" e "Charlie's Nu Soul". Mohr e Babie escreveram a canção "Someone to Love Me" para a cantora La Rissa. Em 2000, Mohr e Babie escreveram e produziram a música "Sex Tonight" do terceiro álbum solo de Gilette, Did I Say That, que foi o primeiro e único lançamento do álbum e se tornou um pequeno hit-club nos Estados Unidos. Em 2002 e 2003, Mohr e Babie escreveram e produziram os singles "Someone to Love" e "Gifted" para as cantoras Angelina e Eyra Gail. Nos dias atuais, continuam a fazer remixes e produções com artistas.

## Discografia

### Álbuns
- 1995: "On the Attack and More"
- 1995: "20 Fingers/L'Album"

### Singles
- "Short Dick Man" (feat. Gillette) (1994)
- "Lick It" (feat. Roula) (1995)
- "Mr. Personality" (feat. Gillette) (1995)
- "You're a Dog" (feat. Gillette) (1995)
- "Sex Machine" (feat. Katrina) (1995)
- "Holding On to Love" (feat. Rochelle) (1995)
- "I'm in Love" (A' Lisa B) (1995)
- "Praying for an Angel" (Rochelle) (1995)
- "Position #9" (Nerada) (1995)

### Singles promocionais
- "Don't Laugh But Lick It" (com Winx & Roula) (1995)
- "Megamix" (1996)

### Produções de álbuns
- 1994: Gillette – "On The Attack"

- 1995: Max-A-Million – "Take Your Time"
- 1996: Gillette – "Shake Your Money Maker"

### Produções de singles
- 1994: Max-A-Million - "Fat Boy"
- 1995: Max-A-Million - "Take Your Time (Do It Right)"
- 1995: Max-A-Million - "Sexual Healing"
- 1995: Max-A-Million - "Everybody's Groovin'"
- 1996: Katrina - "Push, Push"
- 1996: Gillette - "Shake Your Money Maker"
- 1996: Gillette - "Do Fries Go with That Shake?"
- 1997: Gillette - "Bounce"
- 2000: Gillette - "Sex Tonight"
- 2000: Eyra Gail - "Someone to Love"
- 2003: Angelina - "Gifted"